# دمبولانز
دمبولانز (بالإنجليزية: Dimbulans)‏ مخلوقات قوية وضخمة في أساطير استراليا. تتقرب من النساء بطريقة ودودة ولطيفة ثم تغتصبهن، ثم تترك ضحاياها بعد ذلك تعود إلى منازلهن.